# عثة كثيرة الريش
عثة كثيرة الريش أو ألوسيتا (الاسم العلمي: Alucita)، جنس عثث كبير من فصيلة عثيات كثيرات الريش.